# Hossein Khanzadi
Hossein Khanzadi (en persan : حسین خانزادی) est un pilote dans l'armée régulière iranienne, et notamment ancien amiral en chef de la marine iranienne entre 2017 et 2021. En 2021, il est remplacé par Shahram Irani, le premier amiral en chef sunnite dans l'histoire de la République islamique d'Iran.